# Ludwig Leichhardt

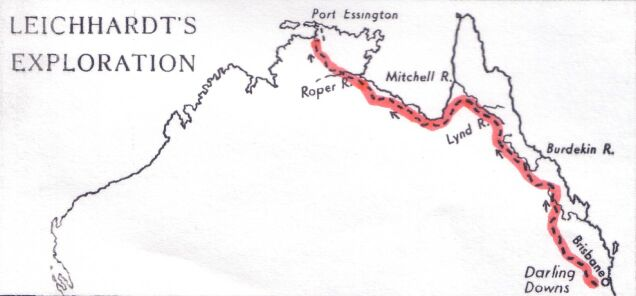
Leichhardtova první expedice

Friedrich Wilhelm Ludwig Leichhardt (23. října 1813 Trebatsch – 1848 ?) byl pruský cestovatel a přírodovědec, proslul hlavně díky průzkumu střední a severní Austrálie.

## Život

### Mládí
Ludwig Leichhardt se narodil ve městě Trebatsch v Prusku (asi 90 km jihovýchodně od Berlína) jako čtvrtý syn a celkově šestý z osmi dětí Christiána Hieronyma Matthiase Leichhardta (statkáře a královského inspektora při těžbě rašeliny) a jeho ženy Charlotty Sophie. Vyrůstal u své nejstarší sestry v Chotěbuzi, kde navštěvoval gymnázium. V letech 1831–1836 studoval filosofii, jazyky a přírodní vědy na univerzitách v Göttingenu a Berlíně, nezískal však žádný akademický titul. S přítelem Williamem Nicholsonem  procestoval Francii, Anglii, Rakousko a další státy. Během cest prováděl přírodovědecká bádání.  Roku 1837 se přestěhoval do Anglie, kde na různých místech včetně Britského muzea v Londýně pokračoval ve studiích přírodních věd. V rámci dalších studií podnikl i cesty do Paříže, kde strávil nějaký čas studiem v Jardin des plantes, do Itálie a do Švýcarska. Jeho přání prozkoumat zámořské krajiny pomohl uskutečnit Nicholson, který mu poskytl prostředky pro cestu do Austrálie. 

### Průzkumník
Na podzim roku 1841 Leichhardt  odcestoval do australského Sydney se záměrem prozkoumat vnitrozemí Austrálie. Několik měsíců se  věnoval studiu přírodních podmínek v okolí Sydney, sbíral vzorky  místní flóry, fauny, minerálů a zvykal si na život v buši. 
Na první expedici (financovanou výhradně z vlastních zdrojů) se vydal 1. října 1844 z Jimbouru v oblasti Darling Downs (jihovýchodní Queensland) se sedmi muži a po téměř 4800 km dlouhé cestě napříč kontinentem došel 17. prosince 1845 do Port Essingtonu na Poloostrově Cobourg v dnešním Severním teritoriu. Do Sydney se vrátil lodí a byl přivítán jako hrdina, protože expedice již byla pokládána za ztracenou. Svá putování popsal v Deníku výpravy napříč Austrálií, z Moreton Bay do Port Essingtonu (The Journal of an Overland Expedition in Australia, from Moreton Bay to Port Essington, a Distance of Upwards of 3000 Miles, During the Years 1844–1845). Výprava přinesla mnoho geografických a přírodopisných poznatků i vědeckého materiálu. Ukázala cestu do dosud hospodářsky nevyužívaných území a položila základy k osídlování Queenslandu. 
Leichhardtova práce byla se zájmem sledována v Evropě. V  dubnu 1847 rozdělila Zeměpisná společnost v Paříži výroční cenu za nejvýznamnější geografický objev mezi Leichhardta a Rocheta d'Héricourta. Královská geografická společnost v Londýně  mu  v květnu 1847 udělila medaili za získání nových znalostí o australském kontinentu. Záznamy jeho vědecké práce a jeho přednášek byly publikovány po celém světě.
Druhá expedice, financovaná z vládního grantu, ale i ze soukromých zdrojů, byla vypravena opět z Darling Downs v prosinci roku 1846 a jejím cílem bylo západní pobřeží australského kontinentu, respektive Swan River a Perth. Kvůli silným dešťům, malárii a neshodám s domorodými průvodci byla tato výprava zakončena po "pouhých" 800 km pochodu. Poté, co se Leichhardt zotavil, strávil šest týdnů průzkumem řeky Condamine a přechodem pustiny ležící někde mezi trasou jeho první expedice a trasou výpravy, kterou vedl Thomas Mitchell.
V březnu roku 1848 se znovu vypravil od Brisbane na cestu k řece Swan do Západní Austrálie s cílem zmapovat oblasti kolem trasy expedice a vyhledávat vhodná území pro osídlování.  Naposledy byl spatřen 3. dubna 1848 ve stanici McPherson na horním toku řeky Coogon v oblasti Darling Downs. Zdá se, že jeho výprava se nadobro ztratila kdesi v pustinách Velké písečné pouště v australském vnitrozemí, navzdory rozsáhlému pátrání je však její osud zahalen tajemstvím.

## Hledání Leichhardtovy expedice
Čtyři roky po Leichhardtově zmizení vyslala vláda Nového Jižního Walesu záchrannou expedici pod vedením Hovendena Helyho. Expedice však našla pouze jedno opuštěné tábořiště se stromem, na němž byla vyryta písmena "L" a "XVA".
Roku 1858 byla vypravena další pátrací výprava, tentokrát pod vedením Augusta Gregoryho. Ani tato výprava nenašla nic jiného, než pár stromů označených písmenem "L".
V roce 1864 našel Duncan McIntyre dva stromy s vyrytým písmenem „L“ na řece Flinders v oblasti Carpentarského zálivu. Po svém návratu do Victorie (15. prosince 1864) telegrafoval do Královské geografické společnosti a informoval o tom, že našel „dva, přibližně 15 let staré stromy označené písmenem 'L'“. Na základě tohoto nálezu mu bylo svěřeno vedení další pátrací expedice, ta však již po Leichhardtovi nenašla žádné další stopy. Roku 1869 se vládě Západní Austrálie donesly zprávy o místě, kde byly spatřeny pozůstatky mrtvých mužů a koní, prý zabitých domorodými Austrálci. Na základě těchto informací byla vyslána další výprava vedená Johnem Forrestem, ani ta však nic nenašla a vláda tak došla k závěru, že zmíněné pozůstatky byly možná jen kostry koní zanechaných v nehostinných pustinách výpravou Roberta Austina roku 1854.
Tajemství Leichhardtova osudu vzrušovalo průzkumníky a cestovatele celá léta: roku 1896, během výpravy Davida Carnegieho do Velké písečné a Gibsonovy pouště se členové expedice setkali s domorodci, u kterých našli stanový kolík, plechové víčko a kovové součásti sedla. Carnegie se domníval, že tyto předměty možná původně patřily do vybavení Leichhardtovy expedice.
Roku 2006 zkoumali australští historikové měděnou plaketu s vyrytým Leichhardtovým jménem, která byla kolem roku 1900 nalezena domorodým honákem poblíž Sturt Creeku na hranicích Západní Austrálie a Severního teritoria. Plaketa byla původně připevněna k pušce schované v útrobách baobabu označeného iniciálou „L“. Plaketa byla uznána za autentickou a je dnes součástí sbírek Australského národního muzea.

## Odkaz
Leichhardtovo jméno nese čtvrť v západní části Sydney a ve městě Ipswich poblíž Brisbane a řeka v Queenslandu.
Byl po něm pojmenován nový druh mořské ryby (Kanekonia leichhardti) ze zálivu Carpentaria v Queenslandu a barevné kobylky (Petasida ephippigera) pocházející z oblasti Top End tropické severní Austrálie.
Jeho poslední výprava inspirovala Patricka Whitea k napsání románu Poušť Johanna Vosse. Záhadou zmizení Leichhardtovy výpravy se zabývá  archeolog a historik Darrell Lewis ve své knize Where is Dr Leichhardt?: The Greatest Mystery in Australian History,  vydané v roce 2013.